# Forcas
|  | Per a altres significats, vegeu «Forcas (Òlt i Garona)». |

Forcas (occità) o Fourques (francès) és un comú francès al departament de Gard (regió d'Occitània).